# Ea Ngai
Ea Ngai là một xã thuộc huyện Krông Búk, tỉnh Đắk Lắk, Việt Nam.
Xã Ea Ngai có diện tích 35,45 km², dân số năm 1999 là 3339 người, mật độ dân số đạt 94 người/km².

## Lịch sử
Ngày 27 tháng 7 năm 1999, Chính phủ ban hành Nghị định số 61/1999/NĐ-CP về việc thành lập xã Ea Ngai trên cơ sở 3.545 ha diện tích tự nhiên và 3.339 nhân khẩu của xã Pơng Drang.